# Andrena speciosa
Andrena speciosa är en biart som beskrevs av Heinrich Friese 1899. Andrena speciosa ingår i släktet sandbin, och familjen grävbin. Inga underarter finns listade i Catalogue of Life.